# Протазан

Капітан Російської армії 1700—1730 рр.

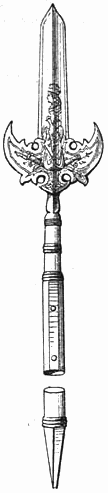
Протазан

Протаза́н, або партезана, партизана (від пол. partyzana, нім. Partisane, що сходить до фр. pertuisane і італ. partigiana — «алебарда») — різновид держакової зброї — спис з плоским і довгим металевим наконечником, спорядженим двома «рогами». Прикрашався золотою, срібною чи шовковою китицею. Зброя ландскнехта в XVI і охоронців при монархах в XVII. Пізніше виконував функцію почесної зброї офіцерів.

## Історія
Перші протазани з'явилися в XV столітті в Італії. Слово partigiana означає буквально «партизанка, зброя партизана», інша версія пов'язує його з дієсловом pertugiare («дірявити»). За походженням протазан, можливо, був розвитком облогового ножа, кабанячого списа, або, ймовірніше, «крилатого списа» (нім. Flügellanze). Починаючи з другої чверті XVI ст. протазан поступово стає зброєю охорони, а також парадною зброєю. Близько 1600 року він стає почесною зброєю офіцерів. Згодом його в цій функції замінив еспонтон, що залишався на озброєнні до початку XIX століття.
У Російській імператорській армії протазан — почесна зброя піхотних офіцерів у першій половині XVIII століття. В умовах зрослого значення вогневого бою вони практично не використовувалися за прямим призначенням, швидше за все бувши орієнтиром в строю, позначаючи місце офіцера і служачи для подачі сигналів і команд; крім того, вони грали свою роль визначника чинів, поряд з офіцерським шарфом і горжетом. Протазан під лезом мав китицю, колір якої (на 1719—1720 рр. і пізніше) розрізнявся залежно від чину: у полковника — золотий, у підполковника — срібний, у майора — золотий зі срібним, у капітана — білий, у капітан-поручика — синій, у поручика — червоний, у підпоручика — зелений (прапорщик замість протазана носив прапор роти). В артилерії і кавалерії протазанів не було. Офіцери гренадерських підрозділів також не мали протазанів, озброюючися замість них короткими фузеями. У 1730 році протазани замінюють на еспонтони.

## Опис
Довжина протазана становила 2,1 — 2,8 м, з яких 0,6 — 0,8 м припадало на фігурний наконечник. Держак виготовлявся з міцного дерева, наконечник складався з двосічної довгої середньої частини і двох вигнутих бокових меншої довжини (так званих «вух»). Разом менші бокові відростки утворювали півмісяць, з середини якого виступало центральне лезо. Якщо бокові частини наконечника були сильно зменшені порівняно з центральною частиною, вони називалися «обрубаними вухами».
З протазанами й еспонтонами мають певну схожість деякі варіанти запальників: коли вони споряджені наконечником списа й двома ріжками для кріплення ґнота.

## Галерея

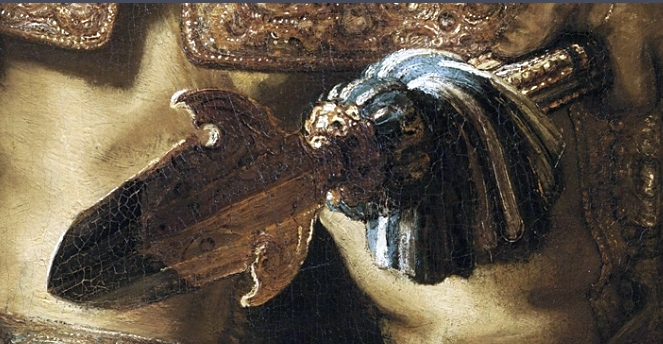
Наконечник протазана лейтенанта Рейтенбюрга (фрагмент картини Рембрандта «Нічна варта»)
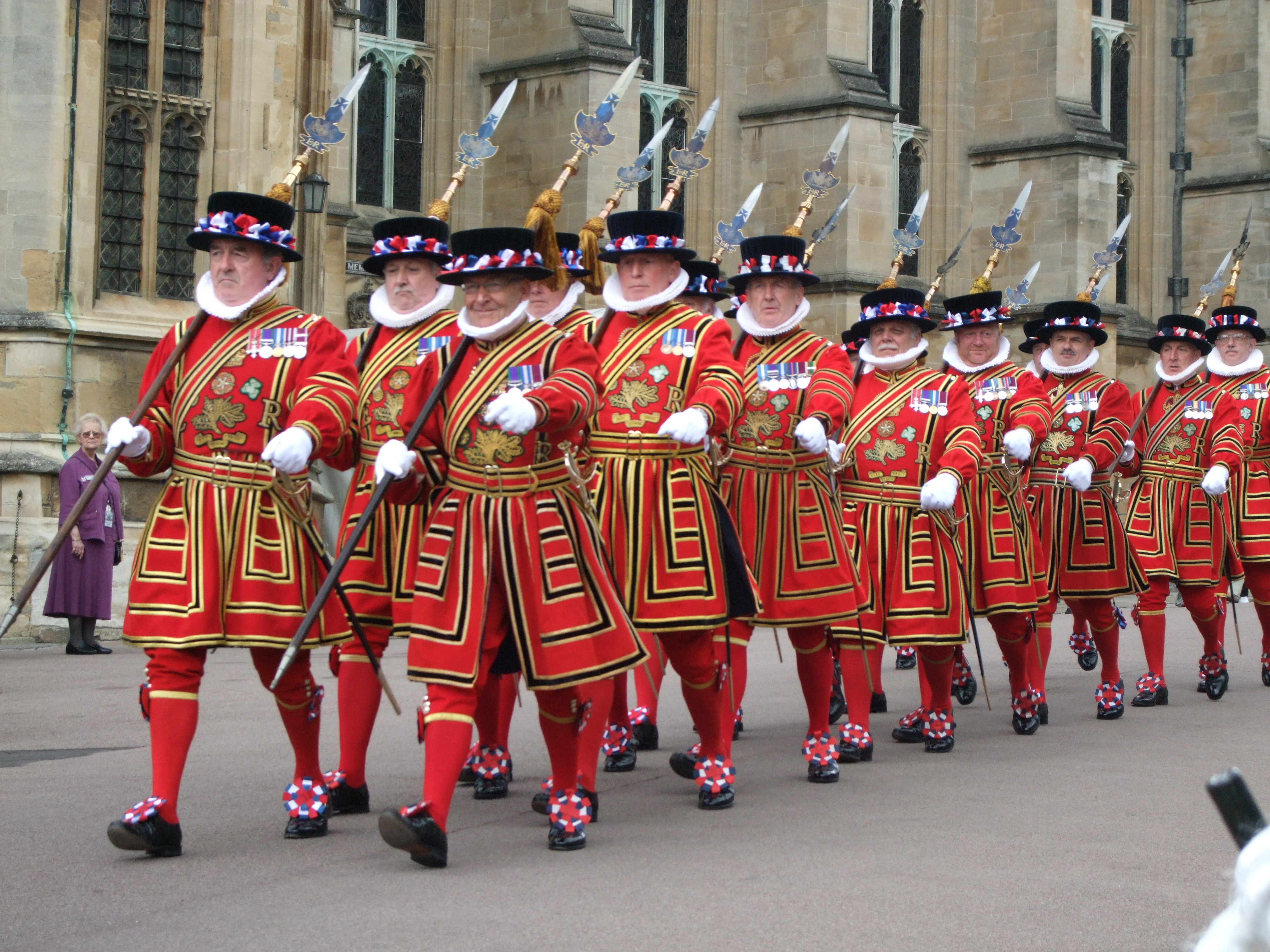
Йомени Королівської гвардії з протазанами
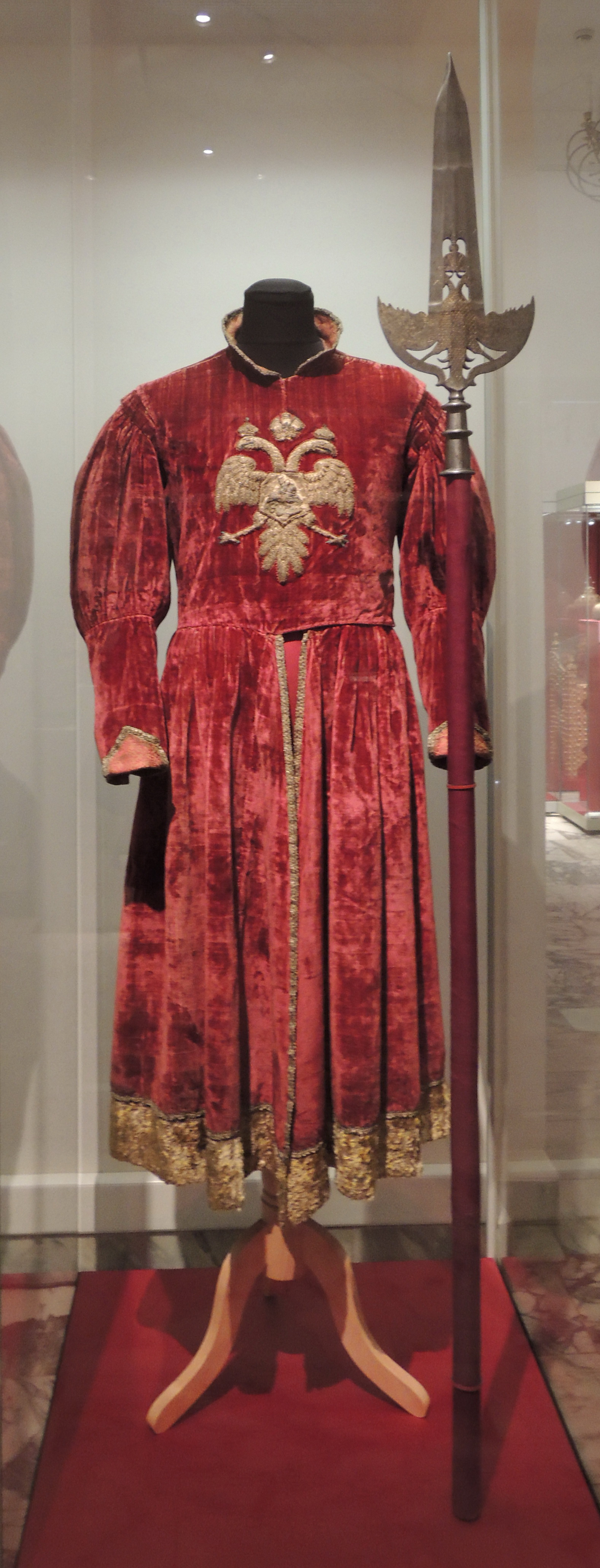
Терлик і протазан московського «жильця», середина XVII ст.
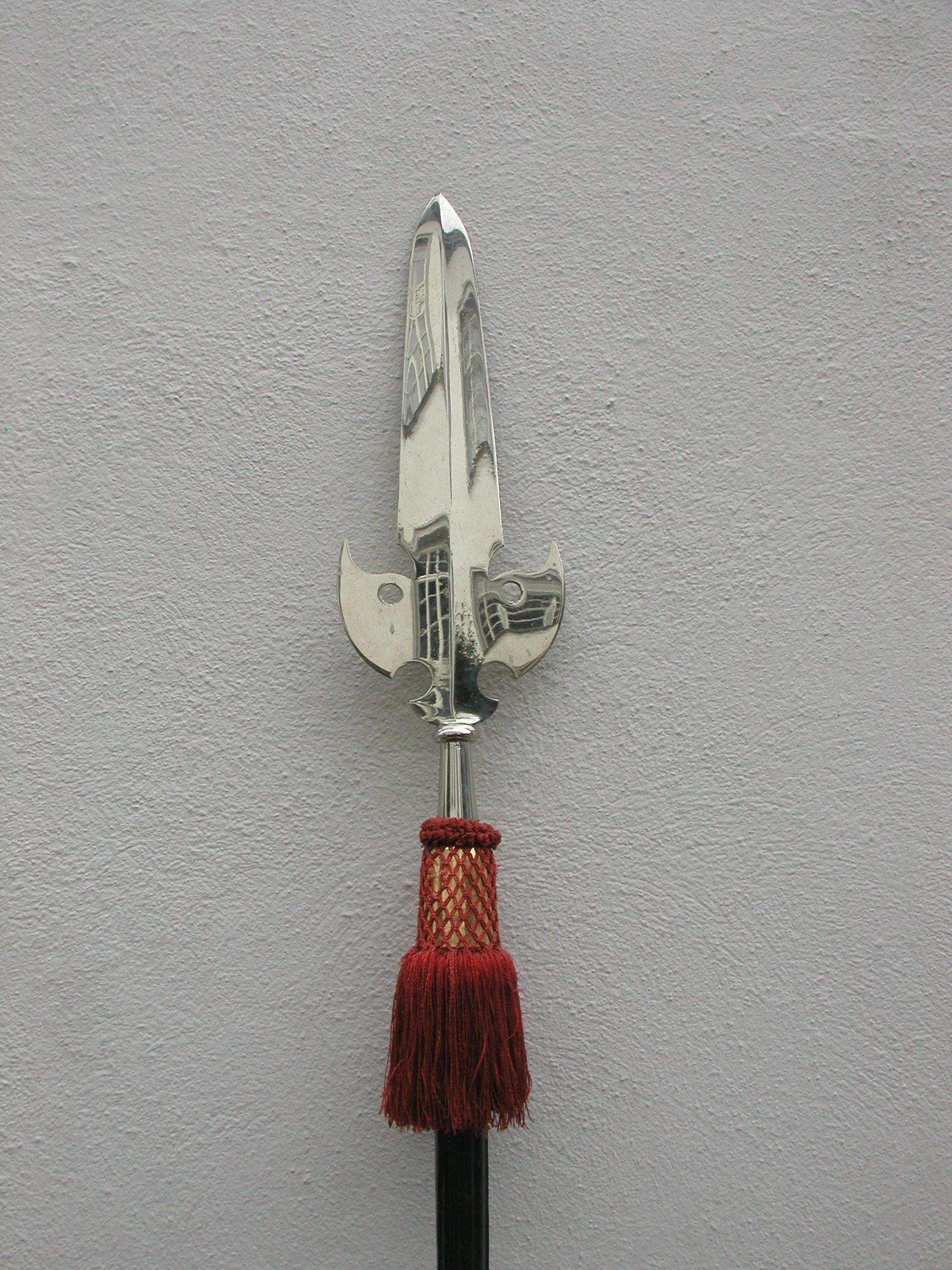
Протазан з китицею
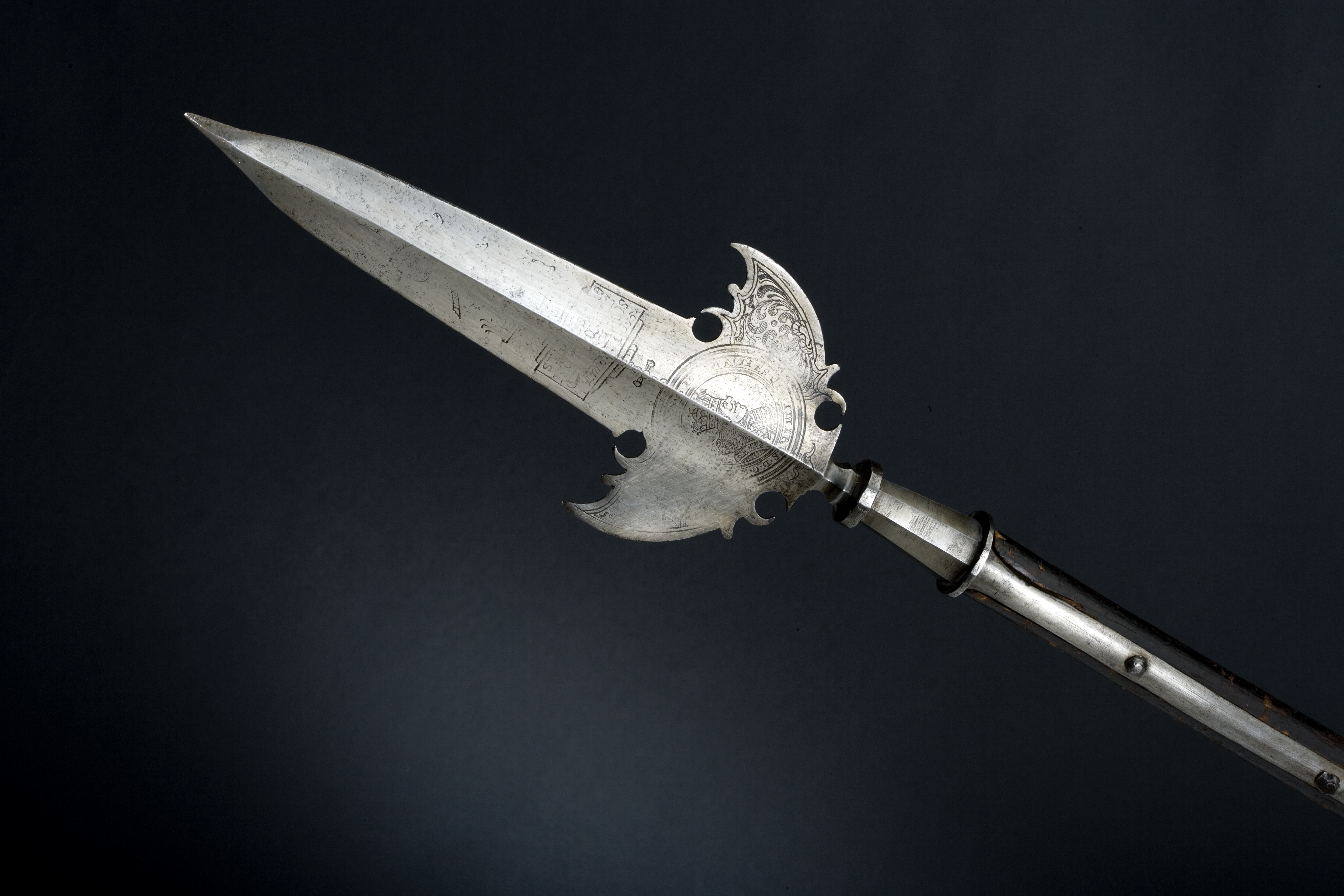
Офіцерський протазан XVII століття
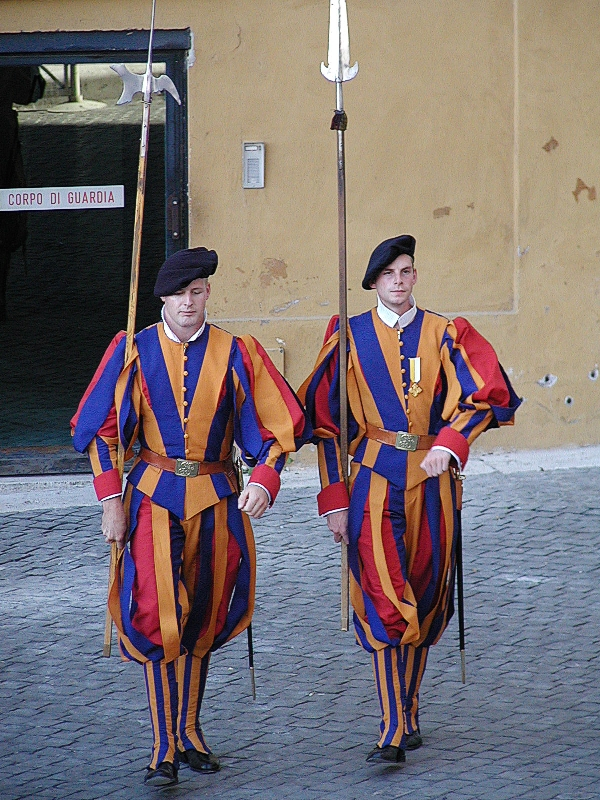
Швейцарські гвардійці з протазаном (праворуч) і алебардою (ліворуч)